# Наммоку

36°9′31″ пн. ш. 138°42′41″ сх. д. / 36.15861° пн. ш. 138.71139° сх. д.
Наммо́ку (яп. 南牧村, なんもくむら, МФА: [nammoku muɾa]) — село в Японії, в повіті Канра префектури Ґумма. Розташоване у долині посеред невеликого гірського хребта. На горі Арафуне, яка розташована поряд з селом, розташований великий природний парк. Найбільшою місцевою туристичною принадою є хітобосі (яп. 火とぼし) — найбільший у префектурі дводенний фестиваль вогню, який проводиться зазвичай 14 та 15 серпня. Станом на 1 жовтня 2007 площа села становила 118,78 км². Станом на 1 серпня 2008 населення села становило 2636 осіб.